# Йорх (кишлак)
Йорх — кишлак в афганской провинции Бадахшан.
Расположен на полуострове между рекой Пяндж и озером Йорх, наполняющимся рекой Йорхдара.
Северо-восточная часть полуострова распахана под поля, южная занята жильём и садами.
Ближайшие афганские населённые пункты — Чоскуд (ниже по течению Пянджа) и Рундандара (выше по течению Йорхдары). К обоим населённым пунктам имеются грунтовые дороги.
Напротив посёлка, за Пянджем, находится Горно-Бадахшанская автономная область Таджикистана.